# Wilhelm II (elektor Hesji-Kassel)
Wilhelm II, elektor Hesji-Kassel (ur. 28 lipca 1777 w Hanau, zm. 20 listopada 1847 we Frankfurcie nad Menem) – landgraf oraz książę elektor Hesji-Kassel od 1821 roku do śmierci.

## Życiorys
Wilhelm był drugim synem a czwartym dzieckiem Wilhelma I (1743–1821), landgrafa i pierwszego księcia-elektora Hesji-Kassel oraz jego żony Wilhelminy Karoliny oldenburskiej, córki króla Danii Fryderyka V. Jego starszy brat Fryderyk, następca tronu zmarł przedwcześnie w 1784 roku. Wilhelm otrzymał staranne, głównie wojskowe, wykształcenie. Studiował na uniwersytetach w Lipsku i Marburgu. Edukację uzupełniły liczne podróże i spotkania z przedstawicielami innych rodów panujących.
W wieku niespełna 20 lat, 13 lutego 1797 poślubił w Berlinie księżniczkę Augustę Pruską, córkę Fryderyka Wilhelma II Hohenzollerna, króla Prus i królowej Fryderyki Luizy z Hesji-Darmstadt. Para miała sześcioro dzieci: 
- Wilhelm Fryderyk Karol Ludwik (ur. 9 kwietnia 1798; zm. 25 października 1802),
- Karolina (ur. 29 lipca 1799; zm. 28 listopada 1854),
- Luiza Fryderyka (ur. 3 kwietnia 1801; zm. 28 września 1803),
- Fryderyk Wilhelm I (ur. 20 sierpnia 1802; zm. 6 stycznia 1875),
- Maria Fryderyka Krystyna (ur. 6 września 1804; 1 stycznia 1888),
- Fryderyk Wilhelm Ferdynand (ur. 9 października 1806; zm. 21 listopada 1806).

Po zajęciu przez Napoleona I w 1806 księstwa Hesji, książę Wilhelm wraz z ojcem udał się na wygnanie. Przebywał na terenie Holsztynu i w Pradze. W 1809 roku wyjechał do Berlina. Kontynuował znajomość z Emilie von Reichenbach-Lessonitz. Romans z Emilią był źródłem częstych konfliktów najpierw z ojcem, a potem synem Fryderykiem Wilhelmem. Kochanka miała znaczący wpływ na wiele decyzji politycznych księcia. Para miała ośmioro dzieci:
- Luiza Wilhelmina (ur. 26 lutego 1813; zm. 3 października 1883),
- Juliusz Wilhelm (ur. 4 października 1815; zm. 15 stycznia 1822),
- Amalia Wilhelmina Emilia (ur. 31 grudnia 1816; zm. 28 lipca 1858),
- Karol (ur. 24 sierpnia 1818; zm. 26 września 1881),
- Emilia (ur. 8 lipca 1820; zm. 30 stycznia 1891,
- Fryderyka (ur. 16 grudnia 1821; zm. 23 lutego 1898),
- Wilhelm von Reichenbach-Lessonitz|Wilhelm (ur. 29 czerwca 1824; zm. 19 stycznia 1866),
- Helena (ur. 8 sierpnia 1825; zm. 14 maja 1898).

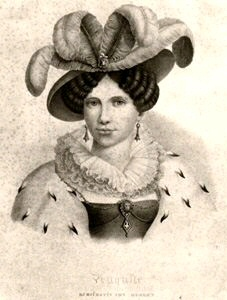
Augusta Pruska

## Rządy
Wilhelm II panował jako władca absolutny bez udziału stanów. W dniu 29 czerwca 1821 roku przeprowadził reformę administracji państwowej na wzór pruski. Państwo podzielono na cztery prowincje. Oddzielono sądownictwo od administracji. Dotychczasowe jednostki terytorialne zostały połączone w większe okręgi. Jego działania nie były korzystne dla większości mieszkańców. Książę był politykiem o przekonaniach konserwatywnych. Wydawał krótkowzroczne i arbitralne decyzje. Nie liczył się ze zdaniem innych. Narzucał swoje opinie i rozstrzygnięcia.
Po zawarciu w 1828 prusko-heskiego traktatu celnego Wilhelm przystąpił do „konkurencyjnego stowarzyszenia celnego, Unii Handlowej Środkowych Niemiec”, do którego zaliczały się także Saksonia, Hanower czy Nassau. Naraził tym samym swoje państwo na sankcje pruskie, np. na „wojny drogowe”, polegające na budowaniu nowych szlaków transportowych z zamiarem odciągnięcia handlu od terenów będących celem działania. Wobec narastających trudności aprowizacyjnych i kłopotów gospodarczych Wilhelm podjął decyzję o wycofaniu się z Unii Handlowej. Przystąpił do utworzonego 1 stycznia 1834 Niemieckiego Związku Celnego, związku zrzeszającego w unii celnej 18 państw niemieckich pod przewodnictwem pruskim. Wdał się tym samym nieodwołalnie w orbitę pruskich wpływów.

## Ostatnie lata
Wilhelm II w ostatnim okresie swojego życia mieszkał wraz z hrabiną Lessonitz na Zamku Philippsruhe oraz we Frankfurcie nad Menem. Po śmierci swej prawowitej małżonki Augusty 19 lutego 1841 w Kassel poślubił swą wieloletnią kochankę w lipcu tego samego roku w Bisenzu na Morawach. Z kolei po jej śmierci 12 lutego 1843 ożenił się po raz trzeci. Jego żoną została Karolina von Berlepsch, dla której wystarał się najpierw o tytuł baronowej, a później hrabiny von Bergen. Ostatnie małżeństwo Wilhelma II pozostało bezdzietne.
Po śmierci został pochowany w kryptach kościoła w Hanau. W czasie II wojny światowej krypta została zbombardowana. Grób księcia uległ poważnym uszkodzeniom. W 1990 roku szczątki Wilhelma II zostały pochowane w nowej trumnie.

## Odznaczenia
- Order Lwa Złotego (Hesja-Kassel)[3][4]
- Order Zasługi Wojskowej (Hesja-Kassel)[3][4]
- Order Hełmu Żelaznego (Hesja-Kassel)[4]
- Order Słonia (Dania)
- Order Orła Czarnego (Prusy)[3][4]
- Order Orła Czerwonego I Klasy (Prusy)[4]
- Order Krzyża Żelaznego (Prusy)[4]
- Krzyż Wielki Orderu Gwelfów (Hanower)[4]
- Krzyż Wielki Orderu Ludwika (Wlk. Ks. Hesji)[4]
- Krzyż Wielki Orderu Świętego Stefana (Węgry)[5]